# William Makepeace Thackeray
William Makepeace Thackeray (Calcuta, 18 de julio de 1811-Londres, 24 de diciembre de 1863) fue un novelista, ilustrador y periodista inglés del realismo.

## Biografía

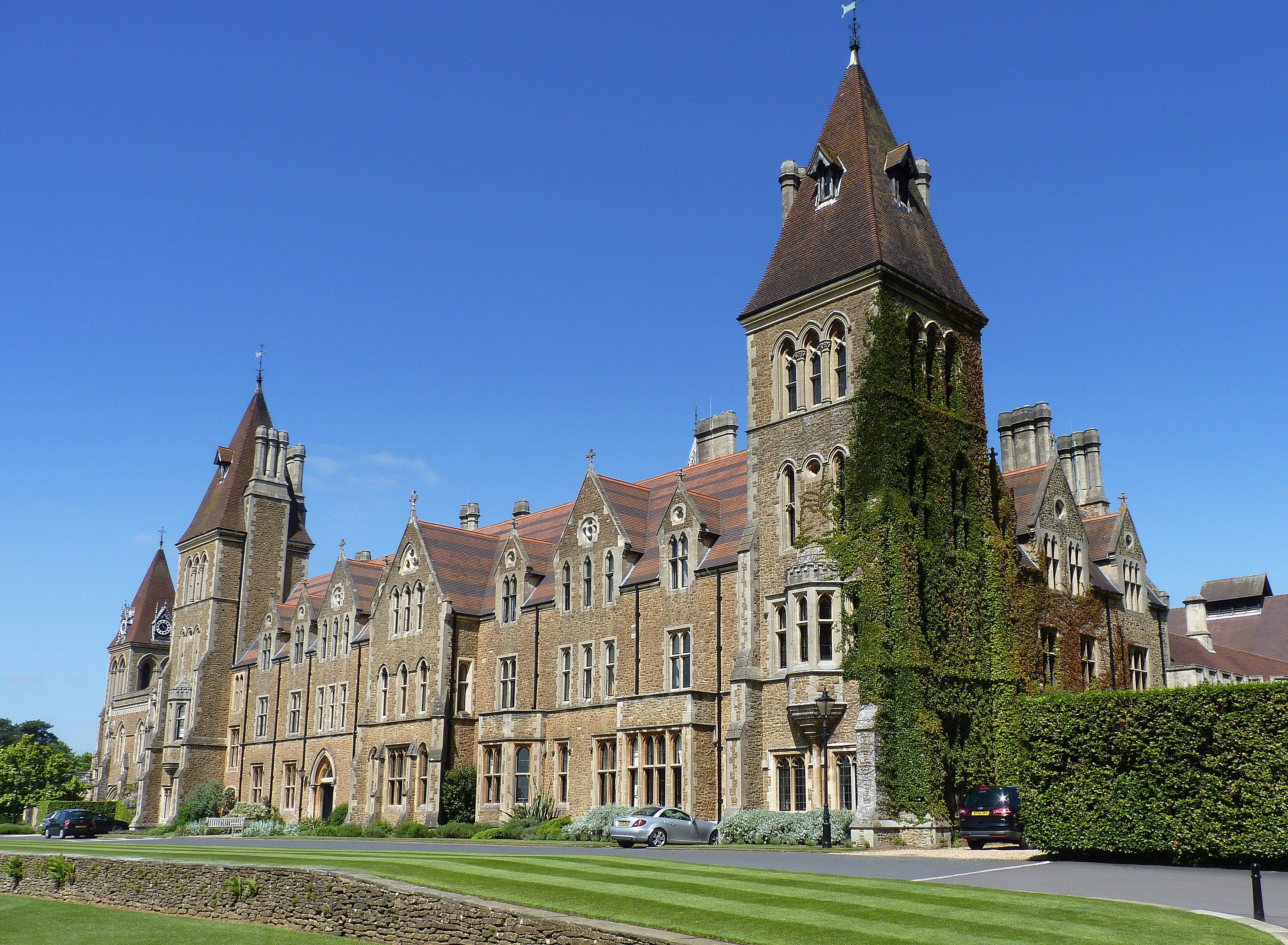
Charterhouse School, en Godalming, Surrey, la escuela donde estuvo internado W. M. Thackeray.

Hijo único de Anne Becher Thackeray y su esposo, un comerciante llamado Richmond Thackeray que trabajaba como administrativo en la Compañía Británica de las Indias Orientales, se quedó huérfano de padre a los cinco años, aunque este ya había hecho fortuna. Como su madre estaba enamorada de otro hombre y se casó en segundas nupcias, fue enviado desde su Calcuta natal a Inglaterra junto a su tía Ms. Ritchie, para que estudiase en un internado, que fue la Chiswick Mall Chaterhouse School de Londres, muy odiada y caricaturizada en sus obras, y luego en el Trinity College de Cambridge; pero colgó los estudios en 1830 para hacer un Grand Tour por Europa, durante el cual se detuvo especialmente en París y se entrevistó con Goethe en Weimar. De vuelta a Londres en 1831, se matriculó en Middle Temple para estudiar Derecho, pero abandonó esta carrera cuando en 1832 recibió, con su mayoría de edad, la gran herencia de su padre, 20 000 libras, con las que adquirió el periódico National Standard; pero este periódico no tuvo éxito y dilapidó el resto de la suma en el juego, inversiones especulativas y negocios ruinosos: en 1833 ya no tenía nada. En 1834 se trasladó de nuevo a París para instruirse en dibujo y pintura, camino que abandonó también ante la falta de éxito.
Sin embargo, siguió cultivando el periodismo y el dibujo caricaturesco en publicaciones como The Constitutional, The Times, Punch (donde ingresó en 1842) o Fraser's Magazine. Contrajo matrimonio en 1836 con la irlandesa Isabella Shawe, a la que había conocido en París y de la que tuvo tres hijas, una de ellas fallecida en la infancia; pero su esposa se intentó suicidar al menos una vez y tuvo que internarla en un hospital psiquiátrico en 1840 hasta el fin de sus días, que fueron muchos, pues sobrevivió a su esposo. Por eso no se volvió a casar, aunque mantuvo algunas relaciones sentimentales más. En 1844 hizo un viaje por Oriente Medio. Entre febrero de 1846 y febrero de 1847, fue responsable de una crónica en la revista Punch titulada «The Snobs of England», que fue su primer éxito y lo dio a conocer al gran público, popularizando el latinismo snob como palabra de uso común. Entre 1846 y 1851 se relacionó con Jane Brookfield, mujer de un antiguo compañero de Cambridge llamado William Brookfield, hasta que este se hartó de su amor platónico y prohibió a la pareja volver a tratarse.

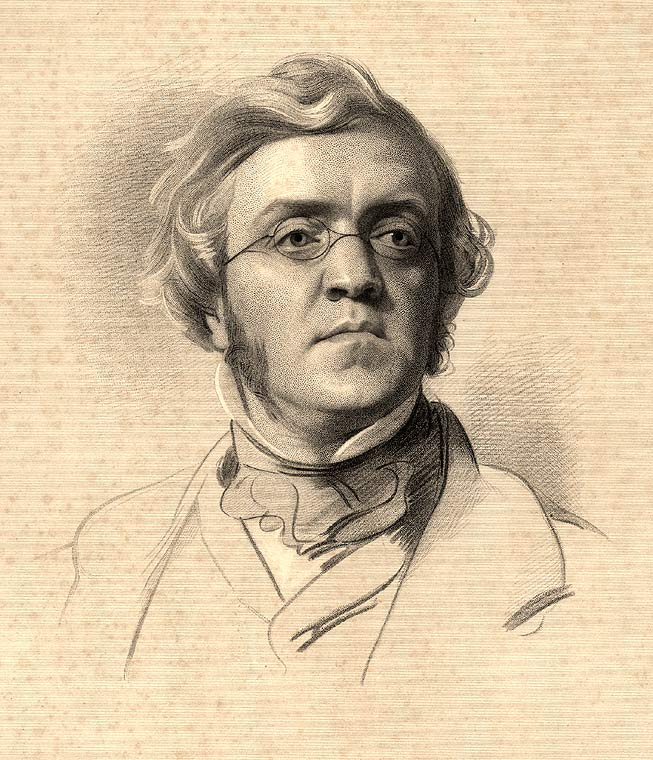
William Makepeace Thackeray por Samuel Laurence.

Merced a las novelas que empezó a escribir en 1840, se había convertido en el competidor y rival principal de Charles Dickens, también porque los separaban diversas concepciones de la novela, aunque ellos mismos se admiraban y no se consideraban competidores. Pero Thackeray no siempre escribía con su nombre oficial. Usó pseudónimos como «Charles James Yellowplush», «Michael Angelo Titmarsh», «The Fat Followers», «Ikey Solomons» o incluso «George Savage Fitz-Boodle». Cultivó el género del libro de viajes dos veces: The Paris Sketchbook y The Irish Sketchbook, la novela por entregas y también la novela picaresca con su La suerte de Barry Lyndon, aunque lo picaresco reaparece también en otras obras suyas, ya que su personaje prototípico es el pícaro desclasado o el arribista enriquecido: la Becky Sharp de The Vanity Fair, el Barry Lyndon de The Memories of Barry Lyndon y la Catherine de Catherine, por ejemplo. Impartió conferencias en los Estados Unidos dos veces, en 1852 y en 1855, conociendo a los presidentes Millard Fillmore y Franklin Pierce y enamorándose de la joven americana Sally Baxter. En ellas disertaba sobre los humoristas ingleses dieciochescos y luego sobre los cuatro primeros monarcas de la casa de Hannover, conferencias que recogió en forma de libros: Los humoristas ingleses del siglo XVIII (1853) y Los cuatro Jorges (1860).
Se presentó sin éxito al Parlamento en 1857 y se peleó con Dickens, anteriormente un colega amistoso, por el llamado «asunto del Club Garrick» (1858). Editó la revista The Cornhill Magazine (1860-1862), donde publicó por entregas dos novelas cortas, El viudo Lovel y Las aventuras de Philip. En 1862 abandonó su puesto de editor para no tener que seguir rechazando manuscritos, si bien continuó escribiendo para la revista. Cuando comenzaba su última novela, Denis Duval, le sorprendió la muerte. Se considera que su obra maestra es La feria de las vanidades (Vanity Fair, 1847), novela por entregas protagonizada por Becky Sharp, una arribista contrapuesta a la adinerada y bien nacida Amelia Sedley. Subtitulada «novela sin héroe», su disección de la personalidad femenina se acerca a la misoginia: 

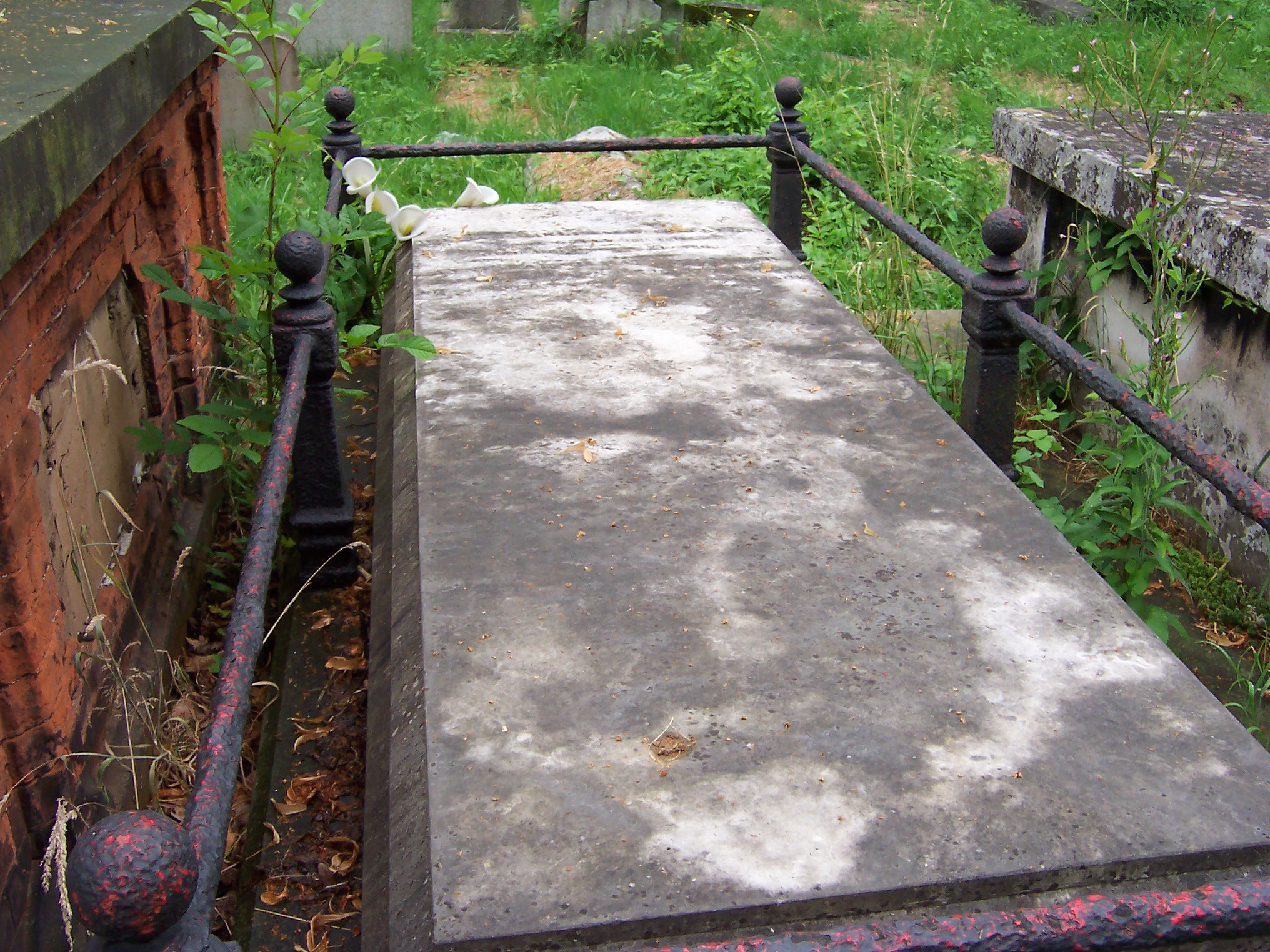
Tumba de W. M. Thackeray en el cementerio de Kensal Green.

Hay pocas cosas más conmovedoras que ese tímido menosprecio de sí mismas que a veces manifiestan las mujeres, cuando reconocen que son ellas las culpables y no el hombre, o cuando cargan con todas las culpas, buscando en cierto modo una especie de castigo por los pecados que creen haber cometido. A veces, los que más maltratan a las mujeres suelen ser los que más cariño reciben de ellas, que han nacido tímidas y tiranas, y que, por eso, a su vez maltratan a quienes se les muestran más humildes [...] Como cada uno de los miembros de este sexo encantador es rival de todos los demás, la timidez pasa por estupidez en sus caritativas opiniones, la gentileza por falta de ingenio y el silencio jamás encuentra perdón en manos de la inquisición femenina. El silencio, que no es más que un tímido rechazo de la desagradable afirmación que hacen de sí mismos los hombres o las mujeres dominadores, es también una tácita protesta.
La moral que Thackeray busca derivar de sus observaciones es en suma la cristiana y victoriana: «Todo es vanidad». Thackeray predica la humildad, el trabajo sin esperar recompensa, la tolerancia, el amor por los demás... Pero no se adentra en los aspectos sórdidos, desagradables y marginales de la realidad precisamente por ser un victoriano; prefiere ejercitar su crítica sobre la hipocresía entre las clases medias y aristocráticas de la sociedad. En eso fue un maestro, como señaló Charlotte Brontë: «Ningún autor ha sabido distinguir tan magistralmente como él entre la escoria y el mineral, entre lo real y lo falso».

## Estilo
Thackeray es reconocido por su estilo en el retrato de los personajes y el empleo de la sátira. Posee un humor irónico corrosivo y un estilo realista y hábil en la estructura argumental.

## Crítica

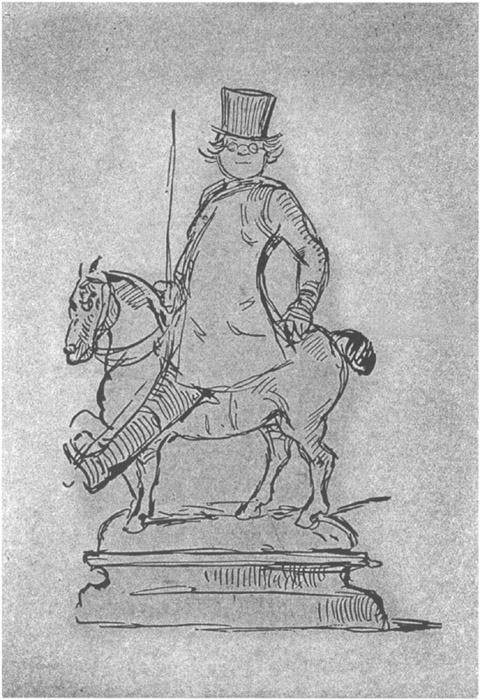
Caricatura de Thackeray dibujada por el propio Thackeray

Thackeray es considerado como el segundo mejor novelista de la época victoriana, después de Charles Dickens, pero actualmente es menos conocido que este y usualmente su obra más leída es La feria de las vanidades, que definió como «una novela sin héroe». En esta novela fue capaz de satirizar sobre la naturaleza humana de una forma suave, creando su más famoso personaje, la amoral Becky Sharp. Al contrario que sus demás obras, esta novela sigue siendo muy leída y estudiada. En parte autobiográfico es el personaje de Arthur Pendennis, que sirve para articular un ciclo de cuatro novelas, en la primera de las cuales traza su carrera juvenil, su primera historia de amor, sus experiencias en la «Universidad de Oxbridge», su trabajo como periodista de Londres, etc., logrando un retrato convincente de un joven; otro personaje que aparece en un par de novelas históricas ambientadas en la época de la reina Ana, entre los siglos XVII y XVIII, es Henry Esmond; están escritas en un pastiche de la lengua y el estilo del siglo XVIII; los nietos de Esmond protagonizan a su vez The Virginians, otra novela histórica ambientada en la segunda mitad del siglo XVIII, en EE. UU.
Las obras de Thackeray se caracterizan por su profundo conocimiento del corazón humano y por la seguridad con que están trazados sus personajes, sin exceso de virtud ni de vicio y tal como se encuentran en la vida corriente, por lo que resultan ser más fiables en cuanto a descripciones y costumbres que las de Dickens. Satiriza con ironía fina y tiende a moralizar, a veces con prolijidad.
En la propia época de Thackeray, algunos críticos como Anthony Trollope argumentaron que su obra Henry Esmond era su mejor trabajo, quizá porque expresaba los valores de la época victoriana tales como la responsabilidad y ser un buen trabajador, valores que se incluirían en obras posteriores. Un motivo por el que estas obras que desarrollaban los valores victorianos no sean tan populares hoy en día quizá sea porque no incluía nada nuevo, como sí lo hizo en cambio La feria de las vanidades, que satirizaba estos mismos valores.
Thackeray se consideraba un escritor de la tradición realista, no del sentimentalismo y las exageraciones que caracterizaban a Charles Dickens. Algunos críticos han aceptado esta propia definición, pero otros argumentan que Thackeray usaba técnicas narrativas características del siglo XVIII, tales como digresiones o invocar al lector, por lo que no se lo puede definir como estrictamente realista. Y consecuentemente, Henry James no quiso seguir a Thackeray porque prefería mantener el realismo en toda la obra.

## Obras

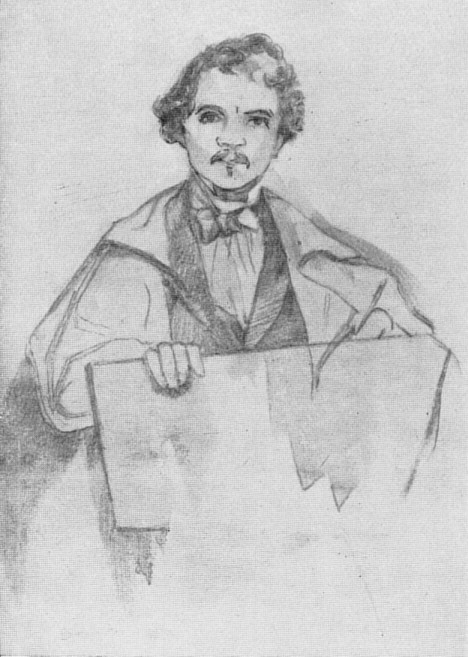
Autorretrato de Thackeray

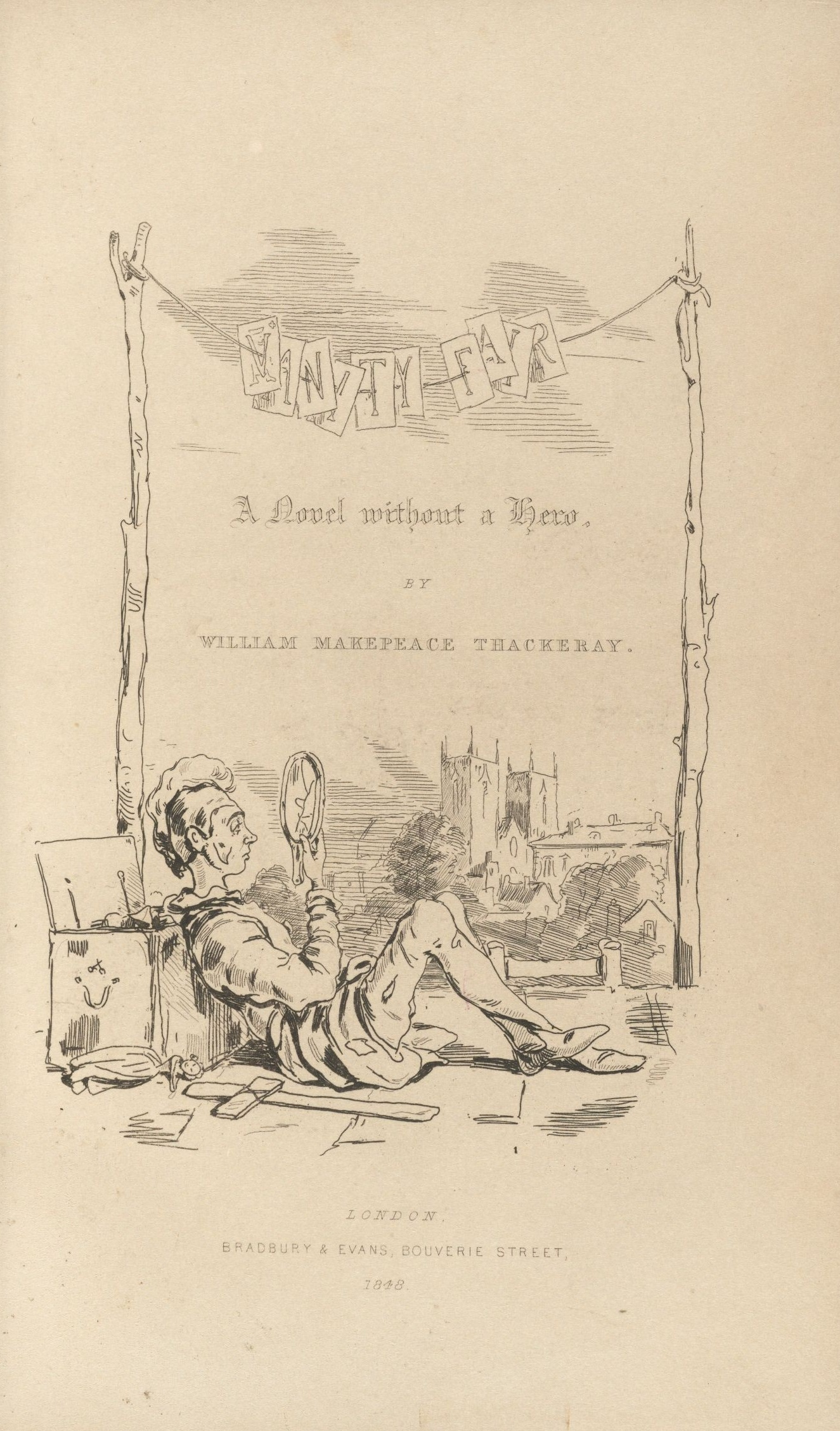
Portada de La feria de las vanidades (1848).

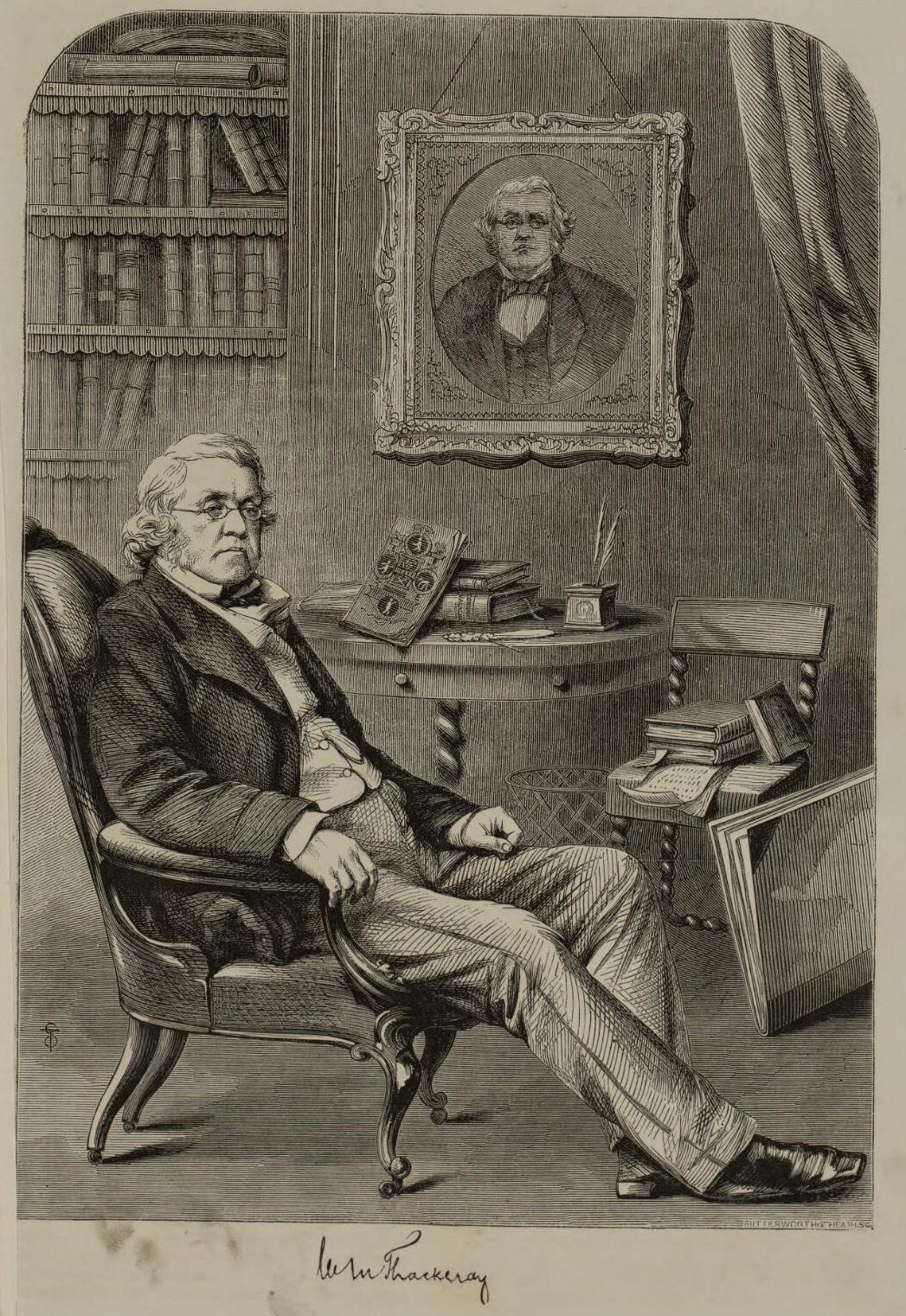
Retrato de Thackeray en su estudio, de alrededor del año 1860

- The Yellowplush Papers / Los papeles de Yellowplus (1837)
- Catherine (1839–40)
- A Shabby Genteel Story / Una historia de Shabby Genteel (1840)
- The Paris Sketchbook / Notas de París (1840), artículos para distintas revistas literarias.
- Relatos y esbozos cómicos (1841)
- Historia de Mr. Samuel Titmarsh y el gran Hogarty Diamond (1841)
- The Irish Sketchbook / Cuaderno irlandés (1843)
- The Luck of Barry Lyndon / La suerte de Barry Lyndon (1844), llevada al cine por Stanley Kubrick.
- Notes of a Journey from Cornhill to Grand Cairo / Diario de una travesía desde Cornhill hasta El Cairo (1847), bajo el sobrenombre de Mr. M. A. Titmarsh
- Mrs. Perkins's Ball / La bola de la señora Perkins (1846), bajo el sobrenombre de M. A. Titmarsh
- Vanity Fair / La feria de las vanidades, publicada por entregas en 1847 y luego en formato libro (1848), considerada su obra maestra y llevada también al cine en distintas ocasiones.
- The History of Pendennis: His Fortunes and Misfortunes, His Friends and His Greatest Enemy / La historia de Pendennis: sus fortunas y desgracias, sus amigos y su mayor enemigo (1848-1850), un bildungsroman
- The Book of Snobs, by One of Themselves / El libro de los esnobs, por uno de ellos (1848), que popularizó el término snob
- Rebecca and Rowena / Rebeca y Rowena (1850), una continuación paródica del Ivanhoe de Walter Scott
- Men's Wives / Esposas de los hombres (1852)
- The History of Henry Esmond / La historia del caballero Henry Esmond, coronel al servicio de Su Majestad la reina Ana, escrita por él mismo (1852), novela histórica.
- The English Humorists of the Eighteenth Century / Los humoristas ingleses de la Ilustración (1853), ensayo.
- Los recién llegados (1853)
- The Rose and the Ring / La rosa y el anillo (1855)
- The Newcomes: Memoirs of a Most Respectable Family / Los Recienllegados / Newcomes: memorias de una familia muy respetable (1854 y 1855). En esta obra aparece por vez primera la palabra capitalismo referida a un sistema económico.
- The Virginians: a tale of the last century / Los virginianos: un relato de la última centuria (1857-59), novela histórica.
- Four Georges / Los cuatro Jorges (1860-1861)
- The Adventures of Philip / Las aventuras de Philip (1862)
- Roundabout Papers / Los documentos indirectos (1863)
- Denis Duval, inacabada, (1864)
- The Orphan of Pimlico / El huérfano de Pimlico (1876)
- Second Funeral of Napoleon / El segundo funeral de Napoleón
- Lovel the Widower / El viudo Lowel
- The Devil's Wager / La apuesta del Diablo
- The Story of Mary Ancel / La historia de Mary Ancel
- Christmas Books / Libros navideños
- Miscellanies / Misceláneas
- Stories / Relatos
- On Being Found Out / Sobre ser descubierto
- Ballads / Baladas
- Sketches and Travels in London / Bosquejos y viajes a Londres
- Burlesques / Burlesques
- Denis Duval
- The Painter's Bargain / El convenio del pintor

## Traducciones al español
- El gran diamante. Madrid: Revista Literaria Novelas y Cuentos, 1948.
- La feria de las vanidades. Novela sin héroe. Edición, introducción y notas de José Antonio Amorós. Traducción y prólogo del traductor de Marcos Rodríguez Espinosa. Madrid: Cátedra. Col. Letras Universales núm. 305, 2000, 1091 págs.
- La historia del caballero Henry Esmond, coronel al servicio de Su Majestad la reina Ana, escrita por él mismo. Traducción y notas de Ana Pinto Muñoz. Barcelona: Alba, 2003. 591 págs. ISBN 84-8428-193-0.
- La suerte de Barry Lyndon. Romance del siglo pasado. Edición, introducción y notas de Marcos Rodríguez Espinosa. Traducción y prólogo de la traductora de Carmen Acuña Partal. Madrid: Cátedra. Col. Letras Universales núm. 386, 2006, 520 págs.
- Diario de una travesía desde Cornhill hasta El Cairo. Introducción, notas y traducción de Juan Navarro Andúgar. Madrid: Guillermo Escolar. Col. Desclasados, 2018, 250 págs. ISBN 978-84-17134-54-9